# Bow Castle

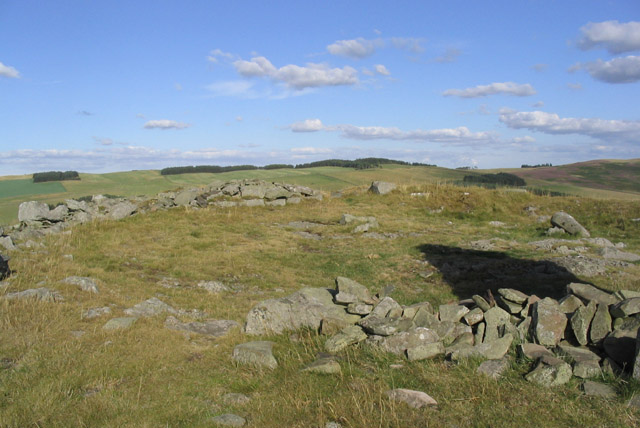
Bow Castle

Bow Castle ist der Rest eines eisenzeitlichen Brochs auf dem Bow Hill, südlich von Stow, in der Nähe des Gala Water in den Scottish Borders in Schottland. Er ist (neben Edin’s Hall und dem benachbarten Torwoodlee) einer von lediglich drei erhaltenen Brochs in der Borderregion und ein Scheduled Monument. 
Bow Castle steht am Rande eines Abhangs südwestlich des Gala Waters. Eine 4,1 Meter dicke, nur mehr 0,5 m hohe Mauer umschließt einen Bereich von etwa 9,7 Metern Durchmesser mit Zugang im Nordosten. Bei der 1890 erfolgten Ausgrabung wurde Keramik gefunden, darunter römische Amphorenfragmente aus dem 2. Jahrhundert, zusammen mit einer mutmaßlichen Handdrehmühle und einigen Tierknochen. 1922 wurde zwischen den Mauerruinen eine emaillierte Bronzefibel in Form eines Hahns aus dem 2. Jahrhundert gefunden. 
Informationen zur Datierung und Verwendung des Brochs sind aufgrund des Mangels an modernen Ausgrabungen schwer. Der etwa 3,0 km entfernte Broch von Torwoodlee wurde während der römischen Besetzung Südschottlands zerstört und wahrscheinlich hat Bow Castle eine ähnliche Vergangenheit.